# Hollandia a 2000. évi nyári olimpiai játékokon
Hollandia az ausztráliai Sydneyben megrendezett 2000. évi nyári olimpiai játékok egyik részt vevő nemzete volt. Az országot az olimpián 21 sportágban 231 sportoló képviselte, akik összesen 25 érmet szereztek.

## Érmesek
| Érem  | Versenyző | Sportág      | Versenyszám                |
| ----- | --- | ------------ | -------------------------- |
| Arany | Mark Huizinga | Cselgáncs    | Férfi középsúly            |
| Arany | Nemzeti válogatott Ronald Jansen Bram Lomans Diederik van Weel Erik Jazet Peter Wind Wouter van Pelt Sander van der Weide Jacques Brinkman Piet-Hein Geeris Stephan Veen Marten Eikelboom Jeroen Delmeé Guus Vogels Teun de Nooijer Remco van Wijk Jaap-Derk Buma                                  | Gyeplabda    | Férfi                      |
| Arany | Leontien Zijlaard-van Moorsel | Kerékpározás | Női egyéni mezőnyverseny   |
| Arany | Leontien Zijlaard-van Moorsel | Kerékpározás | Női egyéni időfutam        |
| Arany | Leontien Zijlaard-van Moorsel | Kerékpározás | Női egyéni üldözőverseny   |
| Arany | Anky van Grunsven | Lovaglás     | Egyéni díjlovaglás         |
| Arany | Jeroen Dubbeldam | Lovaglás     | Egyéni díjugratás          |
| Arany | Pieter van den Hoogenband | Úszás        | Férfi 100 m gyors          |
| Arany | Pieter van den Hoogenband | Úszás        | Férfi 200 m gyors          |
| Arany | Inge de Bruijn | Úszás        | Női 50 m gyors             |
| Arany | Inge de Bruijn | Úszás        | Női 100 m gyors            |
| Arany | Inge de Bruijn | Úszás        | Női 100 m pillangó         |
| Ezüst | Jochem Verberne Dirk Lippits Diederik Simon Michiel Bartman | Evezés       | Férfi négypárevezős        |
| Ezüst | Pieta van Dishoeck Eeke van Nes | Evezés       | Női kétpárevezős           |
| Ezüst | Anneke Venema Carin ter Beek Nelleke Penninx Pieta van Dishoeck Eeke van Nes Tessa Appeldoorn Marieke Westerhof Elien Meijer Martijntje Quik | Evezés       | Női nyolcas                |
| Ezüst | Leontien Zijlaard-van Moorsel | Kerékpározás | Női pontverseny            |
| Ezüst | Anky van Grunsven Coby van Baalen Arjen Teeuwissen Ellen Bontje | Lovaglás     | Csapat díjlovaglás         |
| Ezüst | Albert Voorn | Lovaglás     | Egyéni díjugratás          |
| Ezüst | Kristie Boogert Miriam Oremans | Tenisz       | Női páros                  |
| Ezüst | Manon van Rooijen Wilma van Rijn-van Hofwegen Thamar Henneken Inge de Bruijn Chantal Groot | Úszás        | Női 4 × 100 m gyorsváltó   |
| Ezüst | Margriet Matthijsse | Vitorlázás   | Női laser radial           |
| Bronz | Pieter van den Hoogenband | Úszás        | Férfi 50 m gyors           |
| Bronz | Martijn Zuijdweg Johan Kenkhuis Marcel Wouda Pieter van den Hoogenband Mark van der Zijden | Úszás        | Férfi 4 × 200 m gyorsváltó |
| Bronz | Wietse van Alten | Íjászat      | Férfi egyéni               |
| Bronz | Nemzeti válogatott Clarinda Sinnige Macha van der Vaart Julie Deiters Fátima Moreira de Melo Hanneke Smabers Dillianne van den Boogaard Margje Teeuwen Mijntje Donners Ageeth Boomgaardt Myrna Veenstra Minke Smabers Carole Thate Fleur van de Kieft Suzan van der Wielen Minke Booij Daphne Touw | Gyeplabda    | Női                        |

## Asztalitenisz
Férfi
| Versenyző                 | Versenyszám | Selejtező         | Csoportkör | Csoportkör | 32-es főtábla                                            | Nyolcaddöntő                                                          | Negyeddöntő       | Elődöntő          | Döntő             | Helyezés |
| Versenyző                 | Versenyszám | Ellenfél Eredmény | Ellenfél Eredmény | Hely.      | Ellenfél Eredmény                                        | Ellenfél Eredmény                                                     | Ellenfél Eredmény | Ellenfél Eredmény | Ellenfél Eredmény | Helyezés |
| ------------------------- | ----------- | ----------------- | --- | ---------- | -------------------------------------------------------- | --------------------------------------------------------------------- | ----------------- | ----------------- | ----------------- | -------- |
| Danny Heister             | Egyes       |                   | K csoport · Tomasz Krzeszewski (POL) · 21–13, 21–19, 21–17 · Russ Lavale (AUS) · 21–9, 21–15, 21–17                                              | 1.         | Werner Schlager (AUT) · 21–13, 21–8, 19–21, 19–21, 12–21 | kiesett                                                               | kiesett           | kiesett           | kiesett           | 17.      |
| Trinko Keen               | Egyes       |                   | J csoport · Majidreza Ehteshamzadeh (IRI) · 21–4, 21–11, 21–5 · Daniel Ciókasz (GRE) · 21–9, 18–21, 21–15, 21–10                                 | 1.         | Liu Guoliang (CHN) · 14–21, 20–22, 19–21                 | kiesett                                                               | kiesett           | kiesett           | kiesett           | 17.      |
| Danny Heister Trinko Keen | Páros       | erőnyerő          | B csoport · Nigéria (NGR) · Kazeem Nosiru · Segun Toriola · 12–21, 21–19, 21–15 · India (IND) · Csetan Babúr · Ráman Szubramanjan · 21–17, 21–14 | 1.         |                                                          | Ausztria (AUT) · Karl Jindrak · Werner Schlager · 20–22, 14–21, 17–21 | kiesett           | kiesett           | kiesett           | 9.       |

## Atlétika
Férfi
| Versenyző     | Versenyszám    | Előfutam | Előfutam | Előfutam | Elődöntő | Elődöntő | Elődöntő | Döntő   | Döntő    |
| Versenyző     | Versenyszám    | Idő      | Hely.    | Össz.    | Idő      | Hely.    | Össz.    | Idő     | Helyezés |
| ------------- | -------------- | -------- | -------- | -------- | -------- | -------- | -------- | ------- | -------- |
| Bram Som      | 800 m          | 1:48,58  | 3.       | 42.      | kiesett  | kiesett  | kiesett  | kiesett | kiesett  |
| Marko Koers   | 1500 m         | 3:39,16  | 8.       | 14.      | 3:39,42  | 8.       | 9.       | kiesett | kiesett  |
| Kamiel Maase  | Maraton        |          |          |          |          |          |          | 2:16:24 | 13.      |
| Greg van Hest | Maraton        |          |          |          |          |          |          | 2:18:00 | 25.      |
| Simon Vroemen | 3000 m akadály | 8:22,13  | 3.       | 3.       |          |          |          | 8:37,87 | 12.      |

| Versenyző        | Versenyszám | Selejtező | Selejtező | Döntő    | Döntő    |
| Versenyző        | Versenyszám | Eredmény  | Helyezés  | Eredmény | Helyezés |
| ---------------- | ----------- | --------- | --------- | -------- | -------- |
| Wilbert Pennings | Magasugrás  | 220 cm    | 23.**     | kiesett  | kiesett  |
| Rens Blom        | Rúdugrás    | 565 cm    | 15.       | kiesett  | kiesett  |

Női
| Versenyző              | Versenyszám | Eredmény | Helyezés |
| ---------------------- | ----------- | -------- | -------- |
| Nadja Wijenberg-Ilyina | Maraton     | 2:32:29  | 22.      |

| Versenyző          | Versenyszám | Selejtező | Selejtező | Döntő    | Döntő    |
| Versenyző          | Versenyszám | Eredmény  | Helyezés  | Eredmény | Helyezés |
| ------------------ | ----------- | --------- | --------- | -------- | -------- |
| Lieja Tunks-Koeman | Súlylökés   | 17,99 m   | 11.       | 17,96 m  | 9.       |

** - két másik versenyzővel azonos eredményt ért el

## Baseball
| Holland baseballcsapat-játékoskeret | Holland baseballcsapat-játékoskeret | Holland baseballcsapat-játékoskeret |
| --- | --- | --- |
| - Evert-Jan ’t Hoen - Sharnol Adriana - Johnny Balentina - Patrick Beljaards - Ken Brauckmiller - Rob Cordemans - Jeffrey Cranston - Mike Crouwel | - Patrick de Lange - Radhames Dijkhoff - Robert Eenhoorn - Rikkert Faneyte - Chairon Isenia - Percy Isenia - Eelco Jansen - Ferenc Jongejan | - Reily Legito - Jurriaan Lobbezoo - Remy Maduro - Hensley Meulens - Ralph Milliard - Erik Remmerswaal - Orlando Stewart - Dirk van ’t Klooster |

### Eredmények
Csoportkör
| Csapat                  | M | Gy | V | P+ | P– | Pk  |
| ----------------------- | - | -- | - | -- | -- | --- |
| Kuba                    | 7 | 6  | 1 | 50 | 17 | +33 |
| Egyesült Államok        | 7 | 6  | 1 | 42 | 14 | +28 |
| Dél-Korea               | 7 | 4  | 3 | 40 | 26 | +14 |
| Japán                   | 7 | 4  | 3 | 41 | 23 | +18 |
| Hollandia               | 7 | 3  | 4 | 19 | 29 | –10 |
| Olaszország             | 7 | 2  | 5 | 33 | 43 | –10 |
| Ausztrália              | 7 | 2  | 5 | 30 | 41 | –11 |
| Dél-afrikai Köztársaság | 7 | 1  | 6 | 11 | 73 | –62 |

| 2000. szeptember 17. 19:30 |  | Hollandia (NED) | 6–4 | Ausztrália |  |  |
| 2000. szeptember 17. 19:30 |  |                 |     |            |  |  |

| 2000. szeptember 18. 19:30 |  | Hollandia (NED) | 2–10 | Japán |  |  |
| 2000. szeptember 18. 19:30 |  |                 |      |       |  |  |

| 2000. szeptember 19. 18:30 |  | Egyesült Államok (USA) | 6–2 | Hollandia |  |  |
| 2000. szeptember 19. 18:30 |  |                        |     |           |  |  |

| 2000. szeptember 20. 12:30 |  | Kuba (CUB) | 2–4 | Hollandia |  |  |
| 2000. szeptember 20. 12:30 |  |            |     |           |  |  |

| 2000. szeptember 22. 11:30 |  | Hollandia (NED) | 0–2 | Dél-Korea |  |  |
| 2000. szeptember 22. 11:30 |  |                 |     |           |  |  |

| 2000. szeptember 23. 11:30 |  | Dél-afrikai Köztársaság (RSA) | 3–2 | Hollandia |  |  |
| 2000. szeptember 23. 11:30 |  |                               |     |           |  |  |

| 2000. szeptember 24. 11:30 |  | Hollandia (NED) | 3–2 | Olaszország |  |  |
| 2000. szeptember 24. 11:30 |  |                 |     |             |  |  |

| Csapat    | Helyezés |
| --------- | -------- |
| Hollandia | 5.       |

## Birkózás
Szabadfogású
| Versenyző      | Versenyszám | Csoportkör                                                                 | Csoportkör | Negyeddöntő       | Elődöntő          | Bronz- mérkőzés   | Döntő             | Helyezés |
| Versenyző      | Versenyszám | Ellenfél Eredmény                                                          | Hely.      | Ellenfél Eredmény | Ellenfél Eredmény | Ellenfél Eredmény | Ellenfél Eredmény | Helyezés |
| -------------- | ----------- | -------------------------------------------------------------------------- | ---------- | ----------------- | ----------------- | ----------------- | ----------------- | -------- |
| Gia Torchinava | 97 kg       | 4. csoport · Aftandíl Xanthópulosz (GRE) · 0-3 · Victor Kodei (NGR) · 14-3 | 2.         | kiesett           | kiesett           | kiesett           | kiesett           | 8.       |

## Cselgáncs
Férfi
| Versenyző            | Versenyszám  | Selejtező         | 32-es főtábla                              | Nyolcaddöntő                         | Negyeddöntő                       | Elődöntő                        | Vigaszág első kör                 | Vigaszág negyeddöntő              | Vigaszág elődöntő | Bronz- mérkőzés                         | Döntő                             | Helyezés |
| Versenyző            | Versenyszám  | Ellenfél Eredmény | Ellenfél Eredmény                          | Ellenfél Eredmény                    | Ellenfél Eredmény                 | Ellenfél Eredmény               | Ellenfél Eredmény                 | Ellenfél Eredmény                 | Ellenfél Eredmény | Ellenfél Eredmény                       | Ellenfél Eredmény                 | Helyezés |
| -------------------- | ------------ | ----------------- | ------------------------------------------ | ------------------------------------ | --------------------------------- | ------------------------------- | --------------------------------- | --------------------------------- | ----------------- | --------------------------------------- | --------------------------------- | -------- |
| Patrick van Kalken   | Harmatsúly   | erőnyerő          | Pürevdorjiin Nyamlkhagva (MGL) · 0001-0001 | Nakamura Jukimasza (JPN) · 1100-0020 | Ivan Baglajev (KAZ) · 1000-0010   | Hüseyin Özkan (TUR) · 0010-0120 |                                   |                                   |                   | Georgios Vazagkasvili (GEO) · 0110-0210 |                                   | 5.       |
| Maarten Arens        | Váltósúly    | erőnyerő          | Djamel Bouras (FRA) · 0001-1001            |                                      |                                   |                                 | Gabriel Arteaga (CUB) · 0001-0000 | Kvak Okcshol (PRK) · 0010-1100    | kiesett           | kiesett                                 |                                   | 9.       |
| Mark Huizinga        | Középsúly    |                   | Yosvany Despaigne (CUB) · 1011-0100        | Brian Olson (USA) · 1001-0100        | Adrian Croitoru (ROU) · 0001-0000 | Keith Morgan (CAN) · 1000-0000  |                                   |                                   |                   |                                         | Carlos Honorato (BRA) · 1010-0000 |          |
| Ben Sonnemans        | Félnehézsúly | erőnyerő          | Nicolas Gill (CAN) · 0000-1010             |                                      |                                   |                                 | Pedro Soares (POR) · 0110-0100    | Iveri Jikurauli (GEO) · 0001-0110 | kiesett           | kiesett                                 |                                   | 9.       |
| Dennis van der Geest | Nehézsúly    | erőnyerő          | Tamerlan Tmenov (RUS) · 0000-1001          |                                      |                                   |                                 | Frank Möller (GER) · 1001-0001    | Pan Song (CHN) · 0011-0100        | kiesett           | kiesett                                 |                                   | 9.       |

Női
| Versenyző           | Versenyszám  | Selejtező                         | Nyolcaddöntő                         | Negyeddöntő                  | Elődöntő          | Vigaszág első kör               | Vigaszág negyeddöntő                   | Vigaszág elődöntő                | Bronz- mérkőzés               | Döntő             | Helyezés    |
| Versenyző           | Versenyszám  | Ellenfél Eredmény                 | Ellenfél Eredmény                    | Ellenfél Eredmény            | Ellenfél Eredmény | Ellenfél Eredmény               | Ellenfél Eredmény                      | Ellenfél Eredmény                | Ellenfél Eredmény             | Ellenfél Eredmény | Helyezés    |
| ------------------- | ------------ | --------------------------------- | ------------------------------------ | ---------------------------- | ----------------- | ------------------------------- | -------------------------------------- | -------------------------------- | ----------------------------- | ----------------- | ----------- |
| Deborah Gravenstijn | Harmatsúly   | erőnyerő                          | Kje Szunhi (PRK) · 0001-0100         |                              |                   | Hillary Wolf (USA) · 0100-0011  | Rebecca Sullivan (AUS) · 1011-0010     | Miren León (ESP) · 1000-0000     | Liu Yuxiang (CHN) · 0000-1001 |                   | 5.          |
| Jessica Gal         | Könnyűsúly   | Ludmila Cristea (MDA) · 0010-0002 | Pernilla Andersson (SWE) · 0000-0000 | kiesett                      | kiesett           |                                 |                                        |                                  |                               |                   | helyezetlen |
| Daniëlle Vriezema   | Váltósúly    | erőnyerő                          | Vânia Ishii (BRA) · 0000-1000        | kiesett                      | kiesett           |                                 |                                        |                                  |                               |                   | helyezetlen |
| Edith Bosch         | Középsúly    | erőnyerő                          | Nesria Traki (TUN) · 0100-0010       | Kate Howey (GBR) · 0000-0000 |                   |                                 | Daniela Krukower (ARG) · 0001-0001     | Ulla Werbrouck (BEL) · 0001-0010 | kiesett                       |                   | 7.          |
| Karin Kienhuis      | Félnehézsúly | Heidi Rakels (BEL) · 0000-0000    |                                      |                              |                   | Akissi Monney (CIV) · 0011-0001 | Emanuela Pierantozzi (ITA) · 0001-1000 | kiesett                          | kiesett                       |                   | 9.          |

## Evezés
Férfi
| Versenyző | Versenyszám                          | Előfutam | Előfutam | Vigaszág | Vigaszág | Elődöntő | Elődöntő | Elődöntő | Döntő | Döntő   | Döntő | Helyezés |
| Versenyző | Versenyszám                          | Idő      | Hely.    | Idő      | Hely.    | Típus    | Idő      | Hely.    | Típus | Idő     | Hely. | Helyezés |
| --- | ------------------------------------ | -------- | -------- | -------- | -------- | -------- | -------- | -------- | ----- | ------- | ----- | -------- |
| Gerard Egelmeers | Egypárevezős                         | 7:05,48  | 2.       | 7:04,25  | 1.       | A/B      | 7:07,14  | 4.       | B     | 6:55,29 | 1.    | 7.       |
| Jochem Verberne Dirk Lippits Diederik Simon Michiel Bartman                                                                                  | Négypárevezős                        | 5:54,57  | 2.       |          |          | A/B      | 5:47,80  | 2.       | A     | 5:47,91 | 2.    |          |
| Adri Middag Peter van der Noort Niels van der Zwan Gerritjan Eggenkamp Geert-Jan Derksen Gijs Kind Geert Cirkel Nico Rienks Merijn van Oijen | Nyolcas                              | 5:36,42  | 3.       | 5:44,91  | 4.       |          |          |          | B     | 5:36,63 | 2.    | 8.       |
| Maarten van der Linden Pepijn Aardewijn | Könnyűsúlyú kétpárevezős             | 6:38,62  | 3.       | 6:36,99  | 2.       | A/B      | 6:43,80  | 6.       | B     | 6:40,18 | 6.    | 12.      |
| Joris Trooster Jeroen Spaans Simon Kolkman Robert van der Vooren                                                                             | Könnyűsúlyú kormányos nélküli négyes | 6:14,37  | 2.       |          |          | A/B      | 6:03,25  | 5.       | B     | 6:05,96 | 2.    | 8.       |

Női
| Versenyző | Versenyszám              | Előfutam | Előfutam | Vigaszág | Vigaszág | Elődöntő | Elődöntő | Elődöntő | Döntő | Döntő   | Döntő | Helyezés |
| Versenyző | Versenyszám              | Idő      | Hely.    | Idő      | Hely.    | Típus    | Idő      | Hely.    | Típus | Idő     | Hely. | Helyezés |
| --- | ------------------------ | -------- | -------- | -------- | -------- | -------- | -------- | -------- | ----- | ------- | ----- | -------- |
| Pieta van Dishoeck Eeke van Nes | Kétpárevezős             | 7:10,55  | 2.       | 7:08,98  | 1.       |          |          |          | A     | 7:00,36 | 2.    |          |
| Marloes Bolman Femke Dekker | Kormányos nélküli kettes | 7:47,99  | 5.       | 7:40,00  | 4.       |          |          |          | B     | 7:27,22 | 4.    | 10.      |
| Anneke Venema Carin ter Beek Nelleke Penninx Pieta van Dishoeck Eeke van Nes Tessa Appeldoorn Marieke Westerhof Elien Meijer Martijntje Quik | Nyolcas                  | 6:11,29  | 1.       |          |          |          |          |          | A     | 6:09,39 | 2.    |          |
| Kirsten van der Kolk Marit van Eupen | Könnyűsúlyú kétpárevezős | 7:18,04  | 3.       | 7:10,46  | 1.       | A/B      | 7:07,16  | 2.       | A     | 7:17,89 | 6.    | 6.       |

## Gyeplabda

### Férfi
| Holland férfi gyeplabdacsapat-játékoskeret                                                                                              | Holland férfi gyeplabdacsapat-játékoskeret                                                                                             |
| --- | --- |
| - Ronald Jansen - Bram Lomans - Diederik van Weel - Erik Jazet - Peter Wind - Wouter van Pelt - Sander van der Weide - Jacques Brinkman | - Piet-Hein Geeris - Stephan Veen - Marten Eikelboom - Jeroen Delmeé - Guus Vogels - Teun de Nooijer - Remco van Wijk - Jaap-Derk Buma |

#### Eredmények
Csoportkör
A csoport
| Csapat               | M | Gy | D | V | G+ | G– | Gk | P |
| -------------------- | - | -- | - | - | -- | -- | -- | - |
| Pakisztán (PAK)      | 5 | 2  | 3 | 0 | 15 | 6  | +9 | 9 |
| Hollandia (NED)      | 5 | 2  | 2 | 1 | 11 | 8  | +3 | 8 |
| Németország (GER)    | 5 | 2  | 2 | 1 | 7  | 6  | +1 | 8 |
| Nagy-Britannia (GBR) | 5 | 1  | 2 | 2 | 8  | 16 | –8 | 5 |
| Malajzia (MAS)       | 5 | 0  | 4 | 1 | 5  | 6  | –1 | 4 |
| Kanada (CAN)         | 5 | 0  | 3 | 2 | 7  | 11 | –4 | 3 |

| 2000. szeptember 16. 13:30 | Hollandia (NED)                              | 4–2   | Nagy-Britannia (GBR)   | Játékvezetők: Steven Horgan (USA), Santiago Deo (ESP) |
| 2000. szeptember 16. 13:30 | de Nooijer 9' · Brinkman 43' · Veen 50', 69' | (1–1) | Pearn 15' · Wallis 46' | Játékvezetők: Steven Horgan (USA), Santiago Deo (ESP) |

| 2000. szeptember 18. 10:30 | Hollandia (NED) | 0–0 | Malajzia (MAS) | Játékvezetők: Henrik Ehlers (DEN), John Wright (RSA) |
| 2000. szeptember 18. 10:30 |                 |     |                | Játékvezetők: Henrik Ehlers (DEN), John Wright (RSA) |

| 2000. szeptember 20. 13:30 | Hollandia (NED)                                             | 5–2   | Kanada (CAN)                | Játékvezetők: Murray Grime (AUS), Han Jin-Soo (KOR) |
| 2000. szeptember 20. 13:30 | de Nooijer 12', 64' · Lomans 35+' · Veen 41' · van Wijk 51' | (2–1) | Pereira 18' · Milkovich 45' | Játékvezetők: Murray Grime (AUS), Han Jin-Soo (KOR) |

| 2000. szeptember 23. 20:30 | Hollandia (NED)          | 2–2   | Németország (GER)        | Játékvezetők: Eduardo Ruiz (ARG), Steven Horgan (USA) |
| 2000. szeptember 23. 20:30 | Veen 3' · de Nooijer 20' | (2–2) | Michel 31' · Moissl 35+' | Játékvezetők: Eduardo Ruiz (ARG), Steven Horgan (USA) |

| 2000. szeptember 26. 15:30 | Hollandia (NED) | 0–2   | Pakisztán (PAK)        | Játékvezetők: Santiago Deo (ESP), Han Jin-Soo (KOR) |
| 2000. szeptember 26. 15:30 |                 | (0–1) | Abbas 22' · Jawwad 67' | Játékvezetők: Santiago Deo (ESP), Han Jin-Soo (KOR) |

Elődöntő
| 2000. szeptember 28. 20:00 | Hollandia (NED)                              | 0–0 (h. u.) | Ausztrália (AUS)                              | State Hockey Centre, Sydney Játékvezetők: Santiago Deo (ESP), Eduardo Ruiz (ARG) |
| 2000. szeptember 28. 20:00 |                                              |             |                                               | State Hockey Centre, Sydney Játékvezetők: Santiago Deo (ESP), Eduardo Ruiz (ARG) |
| 2000. szeptember 28. 20:00 | Büntetőpárbaj:                               |             |                                               | State Hockey Centre, Sydney Játékvezetők: Santiago Deo (ESP), Eduardo Ruiz (ARG) |
| 2000. szeptember 28. 20:00 | Lomas · van Pelt · Geeris · Veen · Eikelboom | 5 – 4       | Brennan · Elder · Commens · Elmer · Livermore | State Hockey Centre, Sydney Játékvezetők: Santiago Deo (ESP), Eduardo Ruiz (ARG) |

Döntő
| 2000. szeptember 30. 20:00 | Dél-Korea (KOR)                                                        | 3–3 (h. u.) | Hollandia (NED)                               | Játékvezetők: Santiago Deo (ESP), Christian Siebrecht (GER) |
| 2000. szeptember 30. 20:00 | Szong Szongthe 9' · Kim Gjongszok 66' · Kang Gonuk 68'                 | (1–1, 3–3)  | Veen 20', 38', 64'                            | Játékvezetők: Santiago Deo (ESP), Christian Siebrecht (GER) |
| 2000. szeptember 30. 20:00 | Büntetőpárbaj:                                                         |             |                                               | Játékvezetők: Santiago Deo (ESP), Christian Siebrecht (GER) |
| 2000. szeptember 30. 20:00 | Cson Dzsongha · Jo Ungon · Szong Szongthe · Kim Gjongszok · Kang Gonuk | 4 – 5       | Lomans · Geeris · van Pelt · Eikelboom · Veen | Játékvezetők: Santiago Deo (ESP), Christian Siebrecht (GER) |

| Csapat          | Helyezés |
| --------------- | -------- |
| Hollandia (NED) |          |

### Női
| Holland női gyeplabdacsapat-játékoskeret | Holland női gyeplabdacsapat-játékoskeret |
| --- | --- |
| - Clarinda Sinnige - Macha van der Vaart - Julie Deiters - Fátima Moreira de Melo - Hanneke Smabers - Dillianne van den Boogaard - Margje Teeuwen - Mijntje Donners | - Ageeth Boomgaardt - Myrna Veenstra - Minke Smabers - Carole Thate - Fleur van de Kieft - Suzan van der Wielen - Minke Booij - Daphne Touw |

#### Eredmények
Csoportkör
B csoport
| Csapat                        | M | Gy | D | V | G+ | G– | Gk | P |
| ----------------------------- | - | -- | - | - | -- | -- | -- | - |
| Új-Zéland (NZL)               | 4 | 2  | 1 | 1 | 7  | 5  | +2 | 7 |
| Kína (CHN)                    | 4 | 2  | 0 | 2 | 4  | 5  | –1 | 6 |
| Hollandia (NED)               | 4 | 1  | 2 | 1 | 9  | 9  | 0  | 5 |
| Németország (GER)             | 4 | 1  | 2 | 1 | 6  | 6  | 0  | 5 |
| Dél-afrikai Köztársaság (RSA) | 4 | 1  | 1 | 2 | 4  | 5  | –1 | 4 |

| 2000. szeptember 17. 15:30 | Hollandia (NED) | 1–2   | Kína (CHN)            | Játékvezetők: Renee Chatas (USA), Angela Lario (ESP) |
| 2000. szeptember 17. 15:30 | Teeuwen 69'     | (0–1) | Yang Huiping 16', 39' | Játékvezetők: Renee Chatas (USA), Angela Lario (ESP) |

| 2000. szeptember 19. 13:30 | Hollandia (NED)              | 2–2   | Dél-afrikai Köztársaság (RSA) | Játékvezetők: Kazuko Yasueda (JPN), Gill Clarke (GBR) |
| 2000. szeptember 19. 13:30 | Boomgaardt 12' · Smabers 16' | (2–0) | Coetzee 52' · Dare 61'        | Játékvezetők: Kazuko Yasueda (JPN), Gill Clarke (GBR) |

| 2000. szeptember 20. 18:30 | Hollandia (NED)                                                           | 4–3   | Új-Zéland (NZL)                | Játékvezetők: Angela Lario (ESP), Gina Spitaleri (ITA) |
| 2000. szeptember 20. 18:30 | van der Vaart 6' · Boomgaardt 18' · van der Wielen 45' · van de Kieft 69' | (2–1) | Lawrence 23', 63' · Senior 58' | Játékvezetők: Angela Lario (ESP), Gina Spitaleri (ITA) |

| 2000. szeptember 22. 13:30 | Hollandia (NED)                | 2–2   | Németország (GER)                | Játékvezetők: Judith Barnesby (AUS), Renee Chatas (USA) |
| 2000. szeptember 22. 13:30 | van der Wielen 31' · Thate 49' | (1–1) | Rinne 32' · Ernsting-Krienke 66' | Játékvezetők: Judith Barnesby (AUS), Renee Chatas (USA) |

Középdöntő
| Csapat              | M | Gy | D | V | G+ | G– | Gk  | P  |
| ------------------- | - | -- | - | - | -- | -- | --- | -- |
| Ausztrália (AUS)    | 5 | 4  | 1 | 0 | 17 | 3  | +14 | 13 |
| Argentína (ARG)     | 5 | 3  | 0 | 2 | 13 | 7  | +6  | 9  |
| Hollandia (NED)     | 5 | 2  | 0 | 3 | 8  | 14 | –6  | 6  |
| Spanyolország (ESP) | 5 | 1  | 3 | 1 | 5  | 5  | 0   | 6  |
| Kína (CHN)          | 5 | 1  | 1 | 3 | 4  | 10 | –6  | 4  |
| Új-Zéland (NZL)     | 5 | 1  | 1 | 3 | 8  | 16 | –8  | 4  |

| 2000. szeptember 24. 14:00 | Argentína (ARG)            | 3–1   | Hollandia (NED) | State Hockey Centre, Sydney Játékvezetők: Kazuko Yasueda (JPN), Ute Conen (GER) |
| 2000. szeptember 24. 14:00 | Aymar 3' · García 26', 50' | (2–1) | Smabers 12'     | State Hockey Centre, Sydney Játékvezetők: Kazuko Yasueda (JPN), Ute Conen (GER) |

| 2000. szeptember 25. 18:30 | Ausztrália (AUS)                                        | 5–0   | Hollandia (NED) | State Hockey Centre, Sydney Játékvezetők: Kazuko Yasueda (JPN), Gina Spitaleri (ITA) |
| 2000. szeptember 25. 18:30 | Annan 35+', 65' · Hawkes 37' · Powell 40' · Morris 30+' | (1–0) |                 | State Hockey Centre, Sydney Játékvezetők: Kazuko Yasueda (JPN), Gina Spitaleri (ITA) |

| 2000. szeptember 27. 11:00 | Spanyolország (ESP) | 1–2   | Hollandia (NED)         | State Hockey Centre, Sydney Játékvezetők: Lee Mi-Ok (KOR), Ute Conen (GER) |
| 2000. szeptember 27. 11:00 | Ignacio 68'         | (0–1) | van der Wielen 28', 63' | State Hockey Centre, Sydney Játékvezetők: Lee Mi-Ok (KOR), Ute Conen (GER) |

Bronzmérkőzés
| 2000. szeptember 29. 17:30 | Hollandia (NED)            | 2–0   | Spanyolország (ESP) | State Hockey Centre, Sydney Játékvezetők: Gill Clarke (GBR), GIna Spitaleri (ITA) |
| 2000. szeptember 29. 17:30 | Boomgaardt 10' · Thate 55' | (1–0) |                     | State Hockey Centre, Sydney Játékvezetők: Gill Clarke (GBR), GIna Spitaleri (ITA) |

| Csapat          | Helyezés |
| --------------- | -------- |
| Hollandia (NED) |          |

## Íjászat
Férfi
| Versenyző                                     | Versenyszám | Selejtező | Selejtező | 64-es főtábla                       | 32-es főtábla                            | Nyolcaddöntő                                                                                 | Negyeddöntő                           | Elődöntő                               | Döntő                                                 | Helyezés |
| Versenyző                                     | Versenyszám | Pont      | Kiemelt   | Ellenfél Eredmény                   | Ellenfél Eredmény                        | Ellenfél Eredmény                                                                            | Ellenfél Eredmény                     | Ellenfél Eredmény                      | Ellenfél Eredmény                                     | Helyezés |
| --------------------------------------------- | ----------- | --------- | --------- | ----------------------------------- | ---------------------------------------- | -------------------------------------------------------------------------------------------- | ------------------------------------- | -------------------------------------- | ----------------------------------------------------- | -------- |
| Wietse van Alten                              | Egyéni      | 638       | 12.       | Miika Aulio (FIN) (53.) · 163-160   | Grzegorz Targoński (POL) (39.) · 160-157 | Sztanyiszlav Zabrodszkij (KAZ) (5.) · 166-164                                                | Sébastien Flûte (FRA) (52.) · 106-102 | Simon Fairweather (AUS) (8.) · 110-112 | Bronzmérkőzés · Magnus Petersson (SWE) (6.) · 114-109 |          |
| Fred van Zutphen                              | Egyéni      | 627       | 29.       | Jari Lipponen (FIN) (36.) · 161-155 | Rod White (USA) (4.) · 153-152           | Sébastien Flûte (FRA) (52.) · 159-166                                                        | kiesett                               | kiesett                                | kiesett                                               | 16.      |
| Henk Vogels                                   | Egyéni      | 634       | 20.       | Bård Nesteng (NOR) (45.) · 149-158  | kiesett                                  | kiesett                                                                                      | kiesett                               | kiesett                                | kiesett                                               | 57.      |
| Wietse van Alten Henk Vogels Fred van Zutphen | Csapat      | 638       | 5.        |                                     |                                          | Oroszország (RUS) · Balzsinyima Cirempilov · Bair Bagyonov · Jurij Leontyjev (12.) · 241-248 | kiesett                               | kiesett                                | kiesett                                               | 9.       |

## Kerékpározás

### Hegyi-kerékpározás
| Versenyző       | Versenyszám        | Idő                    | Helyezés      |
| --------------- | ------------------ | ---------------------- | ------------- |
| Bas van Dooren  | Férfi terepverseny | 2:14:37,26 (+5:34,76)  | 11.           |
| Bart Brentjens  | Férfi terepverseny | 2:14:41,95 (+5:39,45)  | 12.           |
| Patrick Tolhoek | Férfi terepverseny | nem ért célba          | nem ért célba |
| Corine Dorland  | Női terepverseny   | 1:59:59,36 (+10:34,98) | 17.           |

### Országúti kerékpározás
Férfi
| Versenyző        | Versenyszám   | Idő                     | Helyezés      |
| ---------------- | ------------- | ----------------------- | ------------- |
| Erik Dekker      | Időfutam      | 1:01:40,363 (+3:59,943) | 29.           |
| Erik Dekker      | Mezőnyverseny | nem ért célba           | nem ért célba |
| Max van Heeswijk | Mezőnyverseny | 5:30:46 (+1:38)         | 15.           |
| Léon van Bon     | Mezőnyverseny | 5:30:46 (+1:38)         | 25.           |
| Tristan Hoffman  | Mezőnyverseny | 5:36:14 (+7:06)         | 80.           |
| Koos Moerenhout  | Mezőnyverseny | nem ért célba           | nem ért célba |
| Koos Moerenhout  | Időfutam      | 1:01:27,159 (+3:46,739) | 26.           |

Női
| Versenyző                     | Versenyszám   | Idő                     | Helyezés |
| ----------------------------- | ------------- | ----------------------- | -------- |
| Leontien Zijlaard-van Moorsel | Időfutam      | 0:42:00,781             |          |
| Leontien Zijlaard-van Moorsel | Mezőnyverseny | 3:06:31                 |          |
| Chantal Beltman               | Mezőnyverseny | 3:10:34 (+4:03)         | 37.      |
| Mirjam Melchers-van Poppel    | Mezőnyverseny | 3:06:31 (+0:00)         | 12.      |
| Mirjam Melchers-van Poppel    | Időfutam      | 0:44:12,876 (+2:12,095) | 11.      |

### Pálya-kerékpározás
Üldözőversenyek
| Versenyző                                                                 | Versenyszám  | Selejtező | Selejtező | Negyeddöntő | Negyeddöntő | Elődöntő                       | Elődöntő  | Döntő                           | Döntő     | Döntő    |
| Versenyző                                                                 | Versenyszám  | Idő       | Hely.     | Ellenfél Idő | Saját idő   | Ellenfél Idő                   | Saját idő | Ellenfél Idő                    | Saját idő | Helyezés |
| ------------------------------------------------------------------------- | ------------ | --------- | --------- | --- | ----------- | ------------------------------ | --------- | ------------------------------- | --------- | -------- |
| Leontien Zijlaard-van Moorsel                                             | Női egyéni   | 3:31,570  | 1.        | |             | Sarah Ulmer (NZL) · lekörözték | 3:30,816  | Marion Clignet (FRA) · 3:38,751 | 3:33,360  |          |
| Peter Schep Robert Slippens Jens Mouris Wilco Zuijderwijk John den Braber | Férfi csapat | 4:09,590  | 7.        | Ukrajna (UKR) · Szerhij Csernyavszkij · Szerhij Matvjejev · Olekszandr Szimonenko · Olekszandr Fedenko · 4:03,359 | lekörözték  | kiesett                        | kiesett   | kiesett                         | kiesett   | kiesett  |

Pontversenyek
| Név                           | Versenyszám       | Pont | Körhátrány | Helyezés |
| ----------------------------- | ----------------- | ---- | ---------- | -------- |
| Wilco Zuijderwijk             | Férfi pontverseny | 3    | -2         | 18.      |
| Danny Stam Robert Slippens    | Férfi madison     | 8    | 0          | 8.       |
| Leontien Zijlaard-van Moorsel | Női pontverseny   | 16   | 0          |          |

## Lovaglás
Díjlovaglás
| Versenyző                                                       | Ló           | Versenyszám | 1. kör | 1. kör | 2. kör | 2. kör | 3. kör  | 3. kör  | Végeredmény | Végeredmény |
| Versenyző                                                       | Ló           | Versenyszám | Pont   | Hely.  | Pont   | Hely.  | Pont    | Hely.   | Pont        | Helyezés    |
| --------------------------------------------------------------- | ------------ | ----------- | ------ | ------ | ------ | ------ | ------- | ------- | ----------- | ----------- |
| Anky van Grunsven                                               | Bonfire      | Egyéni      | 75,00  | 2.     | 78,13  | 1.     | 86,05   | 1.      | 239,18      |             |
| Coby van Baalen                                                 | Ferro        | Egyéni      | 74,92  | 3.     | 71,34  | 8.     | 75,10   | 4.      | 221,36      | 5.          |
| Ellen Bontje                                                    | Silvano N    | Egyéni      | 71,44  | 9.     | 72,60  | 7.     | 73,55   | 7.      | 217,59      | 6.          |
| Arjen Teeuwissen                                                | Goliath T    | Egyéni      | 73,24  | 6.     | 70,46  | 12.    | kiesett | kiesett | 143,70      | 17.         |
| Anky van Grunsven Coby van Baalen Arjen Teeuwissen Ellen Bontje | lásd fentebb | Csapat      |        |        |        |        |         |         | 5579        |             |

Díjugratás
| Versenyző                                          | Ló           | Versenyszám | Selejtező | Selejtező | Selejtező | Selejtező | Selejtező | Selejtező | Selejtező | Selejtező | Döntő   | Döntő   | Döntő   | Döntő   | Végeredmény | Végeredmény |
| Versenyző                                          | Ló           | Versenyszám | 1. kör    | 1. kör    | 2. kör    | 2. kör    | 2. kör    | 3. kör    | 3. kör    | 3. kör    | 1. kör  | 1. kör  | 2. kör  | 2. kör  | Végeredmény | Végeredmény |
| Versenyző                                          | Ló           | Versenyszám | Bünt.     | Hely.     | Bünt.     | Össz.     | Hely.     | Bünt.     | Össz.     | Hely.     | Bünt.   | Hely.   | Bünt.   | Hely.   | Bünt.       | Helyezés    |
| -------------------------------------------------- | ------------ | ----------- | --------- | --------- | --------- | --------- | --------- | --------- | --------- | --------- | ------- | ------- | ------- | ------- | ----------- | ----------- |
| Jeroen Dubbeldam                                   | De Sjiem     | Egyéni      | 0,50      | 1.        | 8,00      | 8,50      | 7.        | 4,00      | 12,50     | 5.        | 0,00    | 1.      | 4,00    | 5.      | 4,00        | *           |
| Albert Voorn                                       | Lando        | Egyéni      | 12,00     | 35.       | 4,00      | 16,00     | 23.       | 4,00      | 20,00     | 18.       | 4,00    | 5.      | 0,00    | 1.      | 4,00        | **          |
| Jos Lansink                                        | Carthago Z   | Egyéni      | 9,00      | 27.       | 4,00      | 13,00     | 15.       | 8,00      | 21,00     | 21.       | 12,00   | 20.     | 8,00    | 13.     | 20,00       | 20.***      |
| Jan Tops                                           | Roofs        | Egyéni      | 6,25      | 20.       | 13,25     | 19,50     | 35.       | 12,00     | 31,50     | 41.       | kiesett | kiesett | kiesett | kiesett | kiesett     | kiesett     |
| Albert Voorn Jeroen Dubbeldam Jos Lansink Jan Tops | lásd fentebb | Csapat      |           |           |           |           |           |           |           |           | 16,00   | 6.      | 16,00   | 4.****  | 32,00       | 5.          |

* - két másik versenyzővel azonos eredményt ért el, szétugratásban 0,00 hibaponttal, 50,65-es idővel az első helyen végzett

** - két másik versenyzővel azonos eredményt ért el, szétugratásban 4,00 hibaponttal, 44,72-es idővel a második helyen végzett

*** - három másik versenyzővel azonos eredményt ért el

**** - egy másik csapattal azonos eredményt ért el

## Röplabda

### Férfi
| Holland férfi röplabdacsapat-játékoskeret                                               | Holland férfi röplabdacsapat-játékoskeret                                                     |
| --------------------------------------------------------------------------------------- | --------------------------------------------------------------------------------------------- |
| - Albert Cristina - Bas van de Goor - Guido Görtzen - Joost Kooistra - Martijn Dieleman | - Martin van der Horst - Mike van de Goor - Peter Blangé - Reinder Nummerdor - Richard Schuil |

#### Eredmények
Csoportkör
A csoport
|                     |      | Mérkőzések | Mérkőzések | Szettek | Szettek | Szettek | Pontok | Pontok | Pontok |
| Csapat              | Pont | Gy         | V          | Sz+     | Sz–     | SzA     | P+     | P–     | PA     |
| ------------------- | ---- | ---------- | ---------- | ------- | ------- | ------- | ------ | ------ | ------ |
| Brazília (BRA)      | 10   | 5          | 0          | 15      | 1       | 15,000  | 415    | 331    | 1,254  |
| Hollandia (NED)     | 9    | 4          | 1          | 12      | 5       | 2,400   | 417    | 360    | 1,158  |
| Kuba (CUB)          | 8    | 3          | 2          | 9       | 7       | 1,286   | 383    | 335    | 1,143  |
| Ausztrália (AUS)    | 7    | 2          | 3          | 6       | 10      | 0,600   | 327    | 374    | 0,874  |
| Spanyolország (ESP) | 6    | 1          | 4          | 7       | 12      | 0,583   | 404    | 444    | 0,910  |
| Egyiptom (EGY)      | 5    | 0          | 5          | 1       | 15      | 0,067   | 309    | 411    | 0,752  |

| 2000. szeptember 17. 14:30 | Kuba (CUB)            | 0–3 | Hollandia (NED) | Nézőszám: 8100 Játékvezető: Kim Kun-Tae (KOR), Doug Wayne Wilson (USA) |
| 2000. szeptember 17. 14:30 | (22–25, 20–25, 23–25) |     |                 | Nézőszám: 8100 Játékvezető: Kim Kun-Tae (KOR), Doug Wayne Wilson (USA) |

| 2000. szeptember 19. 18:30 | Hollandia (NED)       | 3–0 | Ausztrália (AUS) | Nézőszám: 8200 Játékvezető: Takashi Shimoyama (JPN), Ivan Golianski (RUS) |
| 2000. szeptember 19. 18:30 | (25–19, 25–17, 25–15) |     |                  | Nézőszám: 8200 Játékvezető: Takashi Shimoyama (JPN), Ivan Golianski (RUS) |

| 2000. szeptember 21. 18:30 | Brazília (BRA)        | 3–0 | Hollandia (NED) | Nézőszám: 8437 Játékvezető: Songsak Chareonpong (THA), Hóbor Béla (HUN) |
| 2000. szeptember 21. 18:30 | (25–20, 25–17, 27–25) |     |                 | Nézőszám: 8437 Játékvezető: Songsak Chareonpong (THA), Hóbor Béla (HUN) |

| 2000. szeptember 23. 10:00 | Egyiptom (EGY)               | 1–3 | Hollandia (NED) | Nézőszám: 4656 Játékvezető: Abdulkhaleq Isa Al Sabah (BRN), Juan Angel Pereyra (ARG) |
| 2000. szeptember 23. 10:00 | (21–25, 11–25, 33–31, 20–25) |     |                 | Nézőszám: 4656 Játékvezető: Abdulkhaleq Isa Al Sabah (BRN), Juan Angel Pereyra (ARG) |

| 2000. szeptember 25. 12:00 | Hollandia (NED)              | 3–1 | Spanyolország (ESP) | Nézőszám: 4737 Játékvezető: Paolo Porcari (ITA), Stoyan Kostov Stoyanov (BUL) |
| 2000. szeptember 25. 12:00 | (25–18, 25–17, 24–26, 25–21) |     |                     | Nézőszám: 4737 Játékvezető: Paolo Porcari (ITA), Stoyan Kostov Stoyanov (BUL) |

| 2000. szeptember 25. 18:30 | Ausztrália (AUS)      | 3–0 | Egyiptom (EGY) | Nézőszám: 6900 Játékvezető: Klaus Fezer (GER), Fernando Nava (MEX) |
| 2000. szeptember 25. 18:30 | (25–17, 25–23, 25–22) |     |                | Nézőszám: 6900 Játékvezető: Klaus Fezer (GER), Fernando Nava (MEX) |

Negyeddöntő
| 2000. szeptember 27. 20:40 | Hollandia (NED)                     | 2–3 | Jugoszlávia (SCG) | Nézőszám: 8683 Játékvezető: Hóbor Béla (HUN), Jarmo Tapio Salonen (FIN) |
| 2000. szeptember 27. 20:40 | (21–25, 25–18, 18–25, 32–30, 15–17) |     |                   | Nézőszám: 8683 Játékvezető: Hóbor Béla (HUN), Jarmo Tapio Salonen (FIN) |

Az 5–8. helyért
| 2000. szeptember 28. 12:30 | Hollandia (NED)       | 3–0 | Ausztrália (AUS) | Nézőszám: 4774 Játékvezető: Josebel Palmeirim (BRA), Jose Ramon Perez Vento (CUB) |
| 2000. szeptember 28. 12:30 | (25–20, 25–15, 25–21) |     |                  | Nézőszám: 4774 Játékvezető: Josebel Palmeirim (BRA), Jose Ramon Perez Vento (CUB) |

Az 5. helyért
| 2000. szeptember 29. 14:30 | Brazília (BRA)        | 0–3 | Hollandia (NED) | Nézőszám: 8104 Játékvezető: Abdulkhaleq Isa Al Sabah (BRN), Kim Kun-Tae (KOR) |
| 2000. szeptember 29. 14:30 | (22–25, 20–25, 22–25) |     |                 | Nézőszám: 8104 Játékvezető: Abdulkhaleq Isa Al Sabah (BRN), Kim Kun-Tae (KOR) |

| Csapat          | Helyezés |
| --------------- | -------- |
| Hollandia (NED) | 5.       |

### Strandröplabda

#### Női
| Versenyző                           | 1. forduló                                                         | Reményág                                                         | Reményág          | Nyolcaddöntő      | Negyeddöntő       | Elődöntő          | Döntő             | Helyezés |
| Versenyző                           | 1. forduló                                                         | 1. forduló                                                       | 2. forduló        | Nyolcaddöntő      | Negyeddöntő       | Elődöntő          | Döntő             | Helyezés |
| Versenyző                           | Ellenfél Eredmény                                                  | Ellenfél Eredmény                                                | Ellenfél Eredmény | Ellenfél Eredmény | Ellenfél Eredmény | Ellenfél Eredmény | Ellenfél Eredmény | Helyezés |
| ----------------------------------- | ------------------------------------------------------------------ | ---------------------------------------------------------------- | ----------------- | ----------------- | ----------------- | ----------------- | ----------------- | -------- |
| Debora Schoon-Kadijk Rebekka Kadijk | Csehország (CZE) · Soňa Dosoudilová-Nováková · Eva Celbová · 15-17 | Bulgária (BUL) · Petya Jancsulova · Cvetelina Jancsulova · 15-17 | kiesett           | kiesett           | kiesett           | kiesett           | kiesett           | 19.      |

## Sportlövészet
Férfi
| Versenyző        | Versenyszám | Selejtező | Selejtező | Döntő   | Döntő    |
| Versenyző        | Versenyszám | Pont      | Helyezés  | Pont    | Helyezés |
| ---------------- | ----------- | --------- | --------- | ------- | -------- |
| Dick Boschman    | Légpuska    | 586       | 31.**     | kiesett | kiesett  |
| Hennie Dompeling | Skeet       | 122       | 4.*       | 146     | 4.*      |
| Gijs van Beek    | Skeet       | 122       | 12.*      | kiesett | kiesett  |

* - egy másik versenyzővel azonos eredményt ért el

** - két másik versenyzővel azonos eredményt ért el

## Taekwondo
Női
| Versenyző        | Versenyszám | Selejtező                | Negyeddöntő                     | Elődöntő                   | Vigaszág negyeddöntő | Vigaszág elődöntő           | Bronz- mérkőzés           | Döntő             | Helyezés |
| Versenyző        | Versenyszám | Ellenfél Eredmény        | Ellenfél Eredmény               | Ellenfél Eredmény          | Ellenfél Eredmény    | Ellenfél Eredmény           | Ellenfél Eredmény         | Ellenfél Eredmény | Helyezés |
| ---------------- | ----------- | ------------------------ | ------------------------------- | -------------------------- | -------------------- | --------------------------- | ------------------------- | ----------------- | -------- |
| Virginia Lourens | Pehelysúly  | erőnyerő                 | Aretí Athanaszopúlu (GRE) · 8-6 | Trần Hiếu Ngân (VIE) · 6-9 |                      | Cristiana Corsi (ITA) · 6-5 | Hamide Bikçin (TUR) · 5-7 |                   | 4.       |
| Mirjam Müskens   | Váltósúly   | Lisa O'Keefe (AUS) · 8-6 | Barbara Kunkel (USA) · 6-2      | I Szonhi (KOR) · 1-4       |                      | Okamoto Joriko (JPN) · 5-7  | kiesett                   |                   | 5.       |

## Tenisz
Női
| Versenyző                      | Versenyszám | 64-es főtábla                                 | 32-es főtábla                                                    | Nyolcaddöntő                                                    | Negyeddöntő                                                              | Elődöntő                                                                     | Bronz- mérkőzés   | Döntő                                                                | Helyezés |
| Versenyző                      | Versenyszám | Ellenfél Eredmény                             | Ellenfél Eredmény                                                | Ellenfél Eredmény                                               | Ellenfél Eredmény                                                        | Ellenfél Eredmény                                                            | Ellenfél Eredmény | Ellenfél Eredmény                                                    | Helyezés |
| ------------------------------ | ----------- | --------------------------------------------- | ---------------------------------------------------------------- | --------------------------------------------------------------- | ------------------------------------------------------------------------ | ---------------------------------------------------------------------------- | ----------------- | -------------------------------------------------------------------- | -------- |
| Kristie Boogert                | Egyes       | Iroda To’laganova (UZB) · 6–2, 6–2            | Jelena Gyementyjeva (RUS) · 2–6, 6–4, 5–7                        | kiesett                                                         | kiesett                                                                  | kiesett                                                                      | kiesett           | kiesett                                                              | 17.      |
| Miriam Oremans                 | Egyes       | Florencia Labat (ARG) · 6–2, 6–4              | Szeles Mónika (USA) · 1–6, 1–6                                   | kiesett                                                         | kiesett                                                                  | kiesett                                                                      | kiesett           | kiesett                                                              | 17.      |
| Amanda Hopmans                 | Egyes       | María Alejandra Vento-Kabchi (VEN) · 4–6, 3–6 | kiesett                                                          | kiesett                                                         | kiesett                                                                  | kiesett                                                                      | kiesett           | kiesett                                                              | 33.      |
| Kristie Boogert Miriam Oremans | Páros       |                                               | Nagy-Britannia (GBR) · Julie Pullin · Lorna Woodroffe · 6–2, 6–1 | Ausztrália (AUS) · Jelena Dokić · Rennae Stubbs · 2–6, 7–6, 6–4 | Thaiföld (THA) · Benjamas Sangaram · Tamarine Tanasugarn · 6–4, 3–6, 7–5 | Fehéroroszország (BLR) · Volha Barabanscsikava · Natallja Zverava · 6–3, 6–2 |                   | Egyesült Államok (USA) · Serena Williams · Venus Williams · 1–6, 1–6 |          |

## Tollaslabda
Férfi
| Versenyző                               | Versenyszám | Selejtező         | 32-es főtábla                                                            | Nyolcaddöntő                                                      | Negyeddöntő                                         | Elődöntő          | Döntő             | Helyezés |
| Versenyző                               | Versenyszám | Ellenfél Eredmény | Ellenfél Eredmény                                                        | Ellenfél Eredmény                                                 | Ellenfél Eredmény                                   | Ellenfél Eredmény | Ellenfél Eredmény | Helyezés |
| --------------------------------------- | ----------- | ----------------- | ------------------------------------------------------------------------ | ----------------------------------------------------------------- | --------------------------------------------------- | ----------------- | ----------------- | -------- |
| Dennis Lens Quinten van Dalm            | Férfi páros |                   | Thaiföld (THA) · Pramote Teerawiwatana · Tesana Panvisavas · 11–15, 7–15 | kiesett                                                           | kiesett                                             | kiesett           | kiesett           | 17.      |
| Mia Audina                              | Női egyes   | erőnyerő          | Sonya McGinn (IRL) · 11–3, 11–6                                          | Chan Ya-Lin (TPE) · 11–2, 11–2                                    | Camilla Martin (DEN) · 2–11, 1–11                   | kiesett           | kiesett           | 5.       |
| Judith Meulendijks                      | Női egyes   | erőnyerő          | Ye Zhaoying (CHN) · 3–11, 11–9, 7–11                                     | kiesett                                                           | kiesett                                             | kiesett           | kiesett           | 17.      |
| Lotte Bruil-Jonathans Nicole van Hooren | Női páros   |                   | erőnyerő                                                                 | Németország (GER) · Karen Stechmann · Nicole Grether · 15–7, 15–4 | Kína (CHN) · Huang Nanyan · Jang Vej · 10–15, 12–15 | kiesett           | kiesett           | 5.       |

Vegyes
| Versenyző                        | Versenyszám  | Selejtező                                                     | Nyolcaddöntő                                 | Negyeddöntő                                                              | Elődöntő          | Döntő             | Helyezés |
| Versenyző                        | Versenyszám  | Ellenfél Eredmény                                             | Ellenfél Eredmény                            | Ellenfél Eredmény                                                        | Ellenfél Eredmény | Ellenfél Eredmény | Helyezés |
| -------------------------------- | ------------ | ------------------------------------------------------------- | -------------------------------------------- | ------------------------------------------------------------------------ | ----------------- | ----------------- | -------- |
| Erica van den Heuvel Chris Bruil | Vegyes páros | Ausztrália (AUS) · Amanda Hardy · David Bamford · 15–10, 15–3 | Kína (CHN) · Ge Fei · Liu Yong · 17–15, 15–7 | Nagy-Britannia (GBR) · Joanne Wright-Goode · Simon Archer · 12–15, 12–15 | kiesett           | kiesett           | 5.       |

## Torna

### Trambulin
| Versenyző        | Versenyszám | Selejtező | Selejtező | Döntő    | Döntő    |
| Versenyző        | Versenyszám | Pontszám  | Helyezés  | Pontszám | Helyezés |
| ---------------- | ----------- | --------- | --------- | -------- | -------- |
| Alan Villafuerte | Férfi       | 65,9      | 7.        | 27,6     | 7.       |

## Triatlon
| Versenyző           | Versenyszám | 1,5 km úszás | Depózás 1 | 40 km kerékpározás | Depózás 2 | 10 km futás | Összesítés | Összesítés |
| Versenyző           | Versenyszám | Idő          | Idő       | Idő                | Idő       | Idő         | Idő        | Helyezés   |
| ------------------- | ----------- | ------------ | --------- | ------------------ | --------- | ----------- | ---------- | ---------- |
| Eric van der Linden | Férfi       | 17:57,89     | 24,30     | 58:48,20           | 22,20     | 36:59,45    | 1:54:32,04 | 42.        |
| Rob Barel           | Férfi       | 18:15,89     | 18,80     | 1:03:17,50         | 14,50     | 33:30,00    | 1:55:36,69 | 43.        |
| Dennis Looze        | Férfi       | 17:46,69     | 21,80     | 59:00,40           | 20,40     | 42:54,51    | 2:00:23,80 | 48.        |
| Wieke Hoogzaad      | Női         | 20:12,58     | 25,80     | 1:08:31,95         | 25,76     | 37:09,39    | 2:06:45,48 | 25.        |
| Silvia Pepels       | Női         | 20:12,58     | 24,80     | 1:06:30,50         | 23,40     | 39:33,73    | 2:07:05,01 | 26.        |
| Ingrid van Lubek    | Női         | 20:29,48     | 24,60     | 1:08:18,20         | 27,60     | 39:49,12    | 2:09:29,00 | 33.        |

## Úszás
Férfi
| Versenyző                                                                                  | Versenyszám            | Előfutam | Előfutam | Előfutam | Elődöntő | Elődöntő | Elődöntő | Döntő   | Döntő    |
| Versenyző                                                                                  | Versenyszám            | Idő      | Hely.    | Össz.    | Idő      | Hely.    | Össz.    | Idő     | Helyezés |
| ------------------------------------------------------------------------------------------ | ---------------------- | -------- | -------- | -------- | -------- | -------- | -------- | ------- | -------- |
| Pieter van den Hoogenband                                                                  | 50 m gyors             | 22,32    | 2.       | 5.       | 22,11    | 1.       | 2.       | 22,03   |          |
| Pieter van den Hoogenband                                                                  | 200 m gyors            | 1:46,71  | 1.       | 2.       | 1:45,35  | 1.       | 1.       | 1:45,35 |          |
| Pieter van den Hoogenband                                                                  | 100 m gyors            | 48,64    | 1.       | 1.       | 47,84    | 1.       | 1.       | 48,30   |          |
| Johan Kenkhuis                                                                             | 100 m gyors            | 49,93    | 5.       | 18.      | kiesett  | kiesett  | kiesett  | kiesett | kiesett  |
| Johan Kenkhuis                                                                             | 50 m gyors             | 22,61    | 4.       | 12.      | 22,47    | 6.       | 12.      | kiesett | kiesett  |
| Martijn Zuijdweg                                                                           | 200 m gyors            | 1:50,37  | 6.       | 19.      | kiesett  | kiesett  | kiesett  | kiesett | kiesett  |
| Klaas-Erik Zwering                                                                         | 200 m hát              | 2:00,94  | 1.       | 14.      | 2:00,06  | 6.       | 10.      | kiesett | kiesett  |
| Marcel Wouda                                                                               | 100 m mell             | 1:02,00  | 1.       | 8.       | 1:01,94  | 7.       | 13.      | kiesett | kiesett  |
| Marcel Wouda                                                                               | 200 m vegyes           | 2:01,89  | 2.       | 3.       | 2:01,40  | 2.       | 4.       | 2:01,48 | 5.       |
| Benno Kuipers                                                                              | 200 m mell             | 2:17,03  | 7.       | 23.      | kiesett  | kiesett  | kiesett  | kiesett | kiesett  |
| Joris Keizer                                                                               | 100 m pillangó         | 53,66    | 6.       | 14.      | 53,33    | 3.       | 9.       | kiesett | kiesett  |
| Stefan Aartsen                                                                             | 100 m pillangó         | 53,81    | 1.       | 16.      | 53,81    | 8.       | 16.      | kiesett | kiesett  |
| Stefan Aartsen                                                                             | 200 m pillangó         | 1:58,89  | 5.       | 13.      | 1:58,66  | 7.       | 14.      | kiesett | kiesett  |
| Ewout Holst Johan Kenkhuis Dennis Rijnbeek Mark Veens                                      | 4 × 100 m gyorsváltó   | kizárták | kizárták | kizárták |          |          |          | kiesett | kiesett  |
| Martijn Zuijdweg Johan Kenkhuis Marcel Wouda Pieter van den Hoogenband Mark van der Zijden | 4 × 200 m gyorsváltó   | 7:20,67  | 3.       | 5.       |          |          |          | 7:12,70 |          |
| Klaas-Erik Zwering Marcel Wouda Joris Keizer Pieter van den Hoogenband Mark Veens          | 4 × 100 m vegyes váltó | 3:40,10  | 2.       | 6.       |          |          |          | 3:37,53 | 4.       |

Női
| Versenyző                                                                                  | Versenyszám            | Előfutam | Előfutam | Előfutam | Elődöntő | Elődöntő | Elődöntő | Döntő   | Döntő    |
| Versenyző                                                                                  | Versenyszám            | Idő      | Hely.    | Össz.    | Idő      | Hely.    | Össz.    | Idő     | Helyezés |
| ------------------------------------------------------------------------------------------ | ---------------------- | -------- | -------- | -------- | -------- | -------- | -------- | ------- | -------- |
| Wilma van Rijn-van Hofwegen                                                                | 100 m gyors            | 55,82    | 4.       | 10.      | 55,28    | 3.       | 6.       | 55,58   | 8.       |
| Wilma van Rijn-van Hofwegen                                                                | 50 m gyors             | 25,81    | 3.       | 14.      | 25,87    | 7.       | 13.      | kiesett | kiesett  |
| Inge de Bruijn                                                                             | 50 m gyors             | 24,46    | 1.       | 1.       | 24,13    | 1.       | 1.       | 24,32   |          |
| Inge de Bruijn                                                                             | 100 m gyors            | 54,77    | 1.       | 1.       | 53,77    | 1.       | 1.       | 53,83   |          |
| Inge de Bruijn                                                                             | 100 m pillangó         | 57,60    | 1.       | 1.       | 57,14    | 1.       | 1.       | 56,61   |          |
| Carla Geurts                                                                               | 200 m gyors            | 2:00,60  | 4.       | 11.      | 2:00,88  | 7.       | 15.      | kiesett | kiesett  |
| Carla Geurts                                                                               | 400 m gyors            | 4:10,86  | 4.       | 8.       |          |          |          | 4:12,36 | 7.       |
| Kirsten Vlieghuis                                                                          | 400 m gyors            | 4:11,87  | 4.       | 10.      |          |          |          | kiesett | kiesett  |
| Kirsten Vlieghuis                                                                          | 800 m gyors            | 8:35,80  | 5.       | 10.      |          |          |          | kiesett | kiesett  |
| Brenda Starink                                                                             | 100 m hát              | 1:05,93  | 8.       | 34.      | kiesett  | kiesett  | kiesett  | kiesett | kiesett  |
| Madelon Baans                                                                              | 100 m mell             | 1:10,47  | 6.       | 16.      | 1:10,44  | 8.       | 15.      | kiesett | kiesett  |
| Manon van Rooijen Wilma van Rijn-van Hofwegen Thamar Henneken Inge de Bruijn Chantal Groot | 4 × 100 m gyorsváltó   | 3:42,32  | 2.       | 2.       |          |          |          | 3:39,83 |          |
| Carla Geurts Chantal Groot Manon van Rooijen Haike van Stralen                             | 4 × 200 m gyorsváltó   | 8:08,53  | 5.       | 11.      |          |          |          | kiesett | kiesett  |
| Madelon Baans Chantal Groot Thamar Henneken Brenda Starink                                 | 4 × 100 m vegyes váltó | 4:12,31  | 6.       | 14.      |          |          |          | kiesett | kiesett  |

## Vitorlázás
Női
| Versenyző                          | Versenyszám    | Futam | Futam  | Futam | Futam | Futam | Futam | Futam | Futam | Futam  | Futam | Futam | Pontszám | Helyezés |
| Versenyző                          | Versenyszám    | 1     | 2      | 3     | 4     | 5     | 6     | 7     | 8     | 9      | 10    | 11    | Pontszám | Helyezés |
| ---------------------------------- | -------------- | ----- | ------ | ----- | ----- | ----- | ----- | ----- | ----- | ------ | ----- | ----- | -------- | -------- |
| Margriet Matthijsse                | Europe         | 1     | (24)   | (19)  | 2     | 6     | 5     | 3     | (19)  | 1      | 1     | 1     | 39,0     |          |
| Carolijn Brouwer Alexandra Verbeek | 470-es osztály | 11,0  | (16,0) | 8,0   | 9,0   | 10,0  | 6,0   | 5,0   | 9,3   | (13,0) | 10,0  | 7,0   | 75,3     | 13.      |

Nyílt
| Versenyző                 | Versenyszám | Futam | Futam | Futam | Futam  | Futam | Futam | Futam  | Futam | Futam | Futam | Futam | Pontszám | Helyezés |
| Versenyző                 | Versenyszám | 1     | 2     | 3     | 4      | 5     | 6     | 7      | 8     | 9     | 10    | 11    | Pontszám | Helyezés |
| ------------------------- | ----------- | ----- | ----- | ----- | ------ | ----- | ----- | ------ | ----- | ----- | ----- | ----- | -------- | -------- |
| Serge Kats                | Laser       | (29)  | 3     | 10    | 7      | 5     | 10    | (31)   | 19    | 3     | 9     | 6     | 72,0     | 4.       |
| Mark Neeleman Jos Schrier | Csillaghajó | 5,0   | 7,0   | 7,0   | (11,0) | 8,0   | 4,0   | (15,0) | 6,0   | 1,0   | 4,0   | 8,0   | 50,0     | 6.       |

| Versenyző                                   | Versenyszám | Futam | Futam | Futam | Futam | Futam | Futam | Futam | Futam | 1. forduló | 1. forduló | 2. forduló | 2. forduló | Negyeddöntő | Negyeddöntő | Elődöntő                | Elődöntő | Döntő                                | Helyezés |
| Versenyző                                   | Versenyszám | 1     | 2     | 3     | 4     | 5     | 6     | Pont  | Hely. | Gy–V       | Hely.      | Gy–V       | Hely.      | Gy–V        | Hely.       | Gy–V                    | Hely.    | Gy–V                                 | Helyezés |
| ------------------------------------------- | ----------- | ----- | ----- | ----- | ----- | ----- | ----- | ----- | ----- | ---------- | ---------- | ---------- | ---------- | ----------- | ----------- | ----------------------- | -------- | ------------------------------------ | -------- |
| Roy Heiner Peter van Niekerk Dirk de Ridder | Soling      | 1     | 5     | (13)  | 11    | 1     | 1     | 19    | 3.    |            |            |            |            | 2–3         | 3.          | Németország (GER) · 1–3 | 2.       | Bronzmérkőzés · Norvégia (NOR) · 1–3 | 4.       |

## Vízilabda

### Férfi
| Holland férfi vízilabdacsapat-játékoskeret                                               | Holland férfi vízilabdacsapat-játékoskeret                                                             |
| ---------------------------------------------------------------------------------------- | --- |
| - Arie van de Bunt - Arno Havenga - Bas de Jong - Bjørn Boom - Bobbie Brebde - Eelco Uri | - Gerben Silvis - Harry van der Meer - Kimmo Thomas - Marco Booij - Matthijs de Bruijn - Niels Zuidweg |

#### Eredmények
Csoportkör
B csoport
| Csapat                 | M | Gy | D | V | G+ | G– | Gk  | P |
| ---------------------- | - | -- | - | - | -- | -- | --- | - |
| Jugoszlávia (YUG)      | 5 | 4  | 1 | 0 | 41 | 22 | +19 | 9 |
| Horvátország (CRO)     | 5 | 4  | 1 | 0 | 42 | 30 | +12 | 9 |
| Magyarország (HUN)     | 5 | 3  | 0 | 2 | 49 | 39 | +10 | 6 |
| Egyesült Államok (USA) | 5 | 2  | 0 | 3 | 42 | 39 | +3  | 4 |
| Hollandia (NED)        | 5 | 1  | 0 | 4 | 34 | 55 | –21 | 2 |
| Görögország (GRE)      | 5 | 0  | 0 | 5 | 22 | 45 | –23 | 0 |

| 2000. szeptember 23. 12:00 | Jugoszlávia (SCG)    | 9–1 | Hollandia (NED) | Játékvezetők: Angel Moliner Molins (ESP), Gaetan Wilfrid Turcotte (CAN) |
| 2000. szeptember 23. 12:00 | (3–0, 3–1, 2–0, 1–0) |     |                 | Játékvezetők: Angel Moliner Molins (ESP), Gaetan Wilfrid Turcotte (CAN) |
| 2000. szeptember 23. 12:00 | Šapić 3              |     | Uri 1           | Játékvezetők: Angel Moliner Molins (ESP), Gaetan Wilfrid Turcotte (CAN) |

| 2000. szeptember 24. 09:30 | Magyarország (HUN)   | 16–8 | Hollandia (NED) | Játékvezetők: Vladimir Prikhodko (KAZ), Ian Alfred James Melliar (RSA) |
| 2000. szeptember 24. 09:30 | (5–3, 3–2, 3–2, 5–1) |      |                 | Játékvezetők: Vladimir Prikhodko (KAZ), Ian Alfred James Melliar (RSA) |
| 2000. szeptember 24. 09:30 | Kásás, Kiss 4        |      | van der Meer 3  | Játékvezetők: Vladimir Prikhodko (KAZ), Ian Alfred James Melliar (RSA) |

| 2000. szeptember 25. 09:30 | Hollandia (NED)      | 8–12 | Egyesült Államok (USA) | Játékvezetők: Andrei Afanasiev (RUS), Juan Carlos Menendez Betancourt (CUB) |
| 2000. szeptember 25. 09:30 | (2–4, 3–3, 1–3, 2–2) |      |                        | Játékvezetők: Andrei Afanasiev (RUS), Juan Carlos Menendez Betancourt (CUB) |
| 2000. szeptember 25. 09:30 | van der Meer 3       |      | Azevedo 3              | Játékvezetők: Andrei Afanasiev (RUS), Juan Carlos Menendez Betancourt (CUB) |

| 2000. szeptember 26. 14:30 | Görögország (GRE)    | 7–10 | Hollandia (NED) | Játékvezetők: Vladimir Prikhodko (KAZ), Philip Bower (AUS) |
| 2000. szeptember 26. 14:30 | (2–3, 2–3, 1–2, 2–2) |      |                 | Játékvezetők: Vladimir Prikhodko (KAZ), Philip Bower (AUS) |
| 2000. szeptember 26. 14:30 | három játékos 2      |      | van der Meer 3  | Játékvezetők: Vladimir Prikhodko (KAZ), Philip Bower (AUS) |

| 2000. szeptember 27. 14:30 | Hollandia (NED)      | 7–11 | Horvátország (CRO) | Játékvezetők: Alan Balfanbayev (KAZ), Ian Alfred James Melliar (RSA) |
| 2000. szeptember 27. 14:30 | (1–1, 1–4, 3–3, 2–3) |      |                    | Játékvezetők: Alan Balfanbayev (KAZ), Ian Alfred James Melliar (RSA) |
| 2000. szeptember 27. 14:30 | van der Meer 5       |      | Šimenc 3           | Játékvezetők: Alan Balfanbayev (KAZ), Ian Alfred James Melliar (RSA) |

A 9–12. helyért
| Csapat            | M | Gy | D | V | G+ | G– | Gk | P |
| ----------------- | - | -- | - | - | -- | -- | -- | - |
| Kazahsztán (KAZ)  | 3 | 2  | 1 | 0 | 23 | 18 | +5 | 5 |
| Görögország (GRE) | 3 | 1  | 2 | 0 | 24 | 20 | +4 | 4 |
| Hollandia (NED)   | 3 | 1  | 1 | 1 | 19 | 20 | –1 | 3 |
| Szlovákia (SVK)   | 3 | 0  | 0 | 3 | 24 | 32 | –8 | 0 |

| 2000. szeptember 29. 10:45 | Szlovákia (SVK)      | 8–9 | Hollandia (NED) | Játékvezetők: Philip Bower (AUS), Vahid Moradi Shahpar (IRI) |
| 2000. szeptember 29. 10:45 | (1–1, 2–2, 3–4, 2–2) |     |                 | Játékvezetők: Philip Bower (AUS), Vahid Moradi Shahpar (IRI) |
| 2000. szeptember 29. 10:45 | Bačo, Cipov 2        |     | Uri 4           | Játékvezetők: Philip Bower (AUS), Vahid Moradi Shahpar (IRI) |

| 2000. szeptember 30. 11:15 | Hollandia (NED)      | 6–6 | Görögország (GRE)        | Játékvezetők: Zeljko Klaric (CRO), Császár György (HUN) |
| 2000. szeptember 30. 11:15 | (0–2, 2–1, 1–3, 3–0) |     |                          | Játékvezetők: Zeljko Klaric (CRO), Császár György (HUN) |
| 2000. szeptember 30. 11:15 | de Bruijn, de Jong 2 |     | Afrudákisz, Vlondákisz 2 | Játékvezetők: Zeljko Klaric (CRO), Császár György (HUN) |

| 2000. október 1. 10:15 | Kazahsztán (KAZ)     | 6–4 | Hollandia (NED) | Játékvezetők: Juan Carlos Menendez Betancourt (CUB), Boris Margeta (SLO) |
| 2000. október 1. 10:15 | (1–2, 2–0, 2–1, 1–1) |     |                 | Játékvezetők: Juan Carlos Menendez Betancourt (CUB), Boris Margeta (SLO) |
| 2000. október 1. 10:15 | hat játékos 1        |     | Silvis 2        | Játékvezetők: Juan Carlos Menendez Betancourt (CUB), Boris Margeta (SLO) |

| Csapat          | Helyezés |
| --------------- | -------- |
| Hollandia (NED) | 11.      |

### Női
| Holland női vízilabdacsapat-játékoskeret                                                                       | Holland női vízilabdacsapat-játékoskeret |
| --- | --- |
| - Hellen Boering - Daniëlle de Bruijn - Edmée Hiemstra - Karin Kuipers - Ingrid Leijendekker - Patricia Megens | - Marjan op den Velde - Mirjam Overdam - Heleen Peerenboom - Karla Plugge - Carla Quint - Gillian van den Berg - Ellen van der Weijden-Bast |

#### Eredmények
Csoportkör
| Csapat                 | M | Gy | D | V | G+ | G– | Gk  | P |
| ---------------------- | - | -- | - | - | -- | -- | --- | - |
| Ausztrália (AUS)       | 5 | 4  | 0 | 1 | 35 | 20 | +15 | 8 |
| Egyesült Államok (USA) | 5 | 3  | 1 | 1 | 36 | 30 | +6  | 7 |
| Hollandia (NED)        | 5 | 3  | 0 | 2 | 27 | 26 | +1  | 6 |
| Oroszország (RUS)      | 5 | 2  | 1 | 2 | 36 | 29 | +7  | 5 |
| Kanada (CAN)           | 5 | 1  | 2 | 2 | 33 | 34 | –1  | 4 |
| Kazahsztán (KAZ)       | 5 | 0  | 0 | 5 | 23 | 51 | –28 | 0 |

| 2000. szeptember 16. 19:15 | Hollandia (NED)      | 4–6 | Egyesült Államok (USA) | Játékvezetők: Angel Moliner Molins (ESP), Császár György (HUN) |
| 2000. szeptember 16. 19:15 | (0–2, 1–1, 2–1, 1–2) |     |                        | Játékvezetők: Angel Moliner Molins (ESP), Császár György (HUN) |
| 2000. szeptember 16. 19:15 | de Bruijn 2          |     | Lorenz 2               | Játékvezetők: Angel Moliner Molins (ESP), Császár György (HUN) |

| 2000. szeptember 17. 19:15 | Kazahsztán (KAZ)     | 6–8 | Hollandia (NED)           | Játékvezetők: Dragan Rajevic (YUG), Juan Carlos Menendez Betancourt (CUB) |
| 2000. szeptember 17. 19:15 | (2–2, 2–2, 1–2, 1–2) |     |                           | Játékvezetők: Dragan Rajevic (YUG), Juan Carlos Menendez Betancourt (CUB) |
| 2000. szeptember 17. 19:15 | Lescsuk 3            |     | op den Velde, de Bruijn 3 | Játékvezetők: Dragan Rajevic (YUG), Juan Carlos Menendez Betancourt (CUB) |

| 2000. szeptember 18. 13:00 | Hollandia (NED)      | 5–4 | Ausztrália (AUS) | Játékvezetők: Zeljko Klaric (CRO), Erhan Tulga (TUR) |
| 2000. szeptember 18. 13:00 | (2–1, 1–1, 0–2, 2–0) |     |                  | Játékvezetők: Zeljko Klaric (CRO), Erhan Tulga (TUR) |
| 2000. szeptember 18. 13:00 | de Bruijn 2          |     | Higgins 3        | Játékvezetők: Zeljko Klaric (CRO), Erhan Tulga (TUR) |

| 2000. szeptember 19. 19:15 | Hollandia (NED)      | 7–4 | Kanada (CAN) | Játékvezetők: Angel Moliner Molins (ESP), Renato Dani (ITA) |
| 2000. szeptember 19. 19:15 | (3–0, 0–2, 2–2, 2–0) |     |              | Játékvezetők: Angel Moliner Molins (ESP), Renato Dani (ITA) |
| 2000. szeptember 19. 19:15 | Kuipers, de Bruijn 2 |     | Bégin 2      | Játékvezetők: Angel Moliner Molins (ESP), Renato Dani (ITA) |

| 2000. szeptember 20. 18:00 | Oroszország (RUS)    | 6–3 | Hollandia (NED) | Játékvezetők: Erhan Tulga (TUR), Császár György (HUN) |
| 2000. szeptember 20. 18:00 | (1–2, 1–1, 3–0, 1–0) |     |                 | Játékvezetők: Erhan Tulga (TUR), Császár György (HUN) |
| 2000. szeptember 20. 18:00 | Konuh 3              |     | Kuipers 2       | Játékvezetők: Erhan Tulga (TUR), Császár György (HUN) |

Elődöntő
| 2000. szeptember 22. 19:15 | Egyesült Államok (USA) | 6–5 | Hollandia (NED)           | Játékvezetők: Renato Dani (ITA), Patrick Clemencon (FRA) |
| 2000. szeptember 22. 19:15 | (3–2, 1–3, 1–0, 1–0)   |     |                           | Játékvezetők: Renato Dani (ITA), Patrick Clemencon (FRA) |
| 2000. szeptember 22. 19:15 | Simmons, O’Toole 2     |     | op den Velde, de Bruijn 2 | Játékvezetők: Renato Dani (ITA), Patrick Clemencon (FRA) |

Bronzmérkőzés
| 2000. szeptember 23. 20:00 | Oroszország (RUS)    | 4–3 | Hollandia (NED) | Játékvezetők: Erhan Tulga (TUR), Paraskevas Chasekioglou (GRE) |
| 2000. szeptember 23. 20:00 | (0–2, 1–0, 1–1, 2–0) |     |                 | Játékvezetők: Erhan Tulga (TUR), Paraskevas Chasekioglou (GRE) |
| 2000. szeptember 23. 20:00 | Konuh 2              |     | Kuipers 2       | Játékvezetők: Erhan Tulga (TUR), Paraskevas Chasekioglou (GRE) |

| Csapat          | Helyezés |
| --------------- | -------- |
| Hollandia (NED) | 4.       |